# Young Liberals of Canada
Young Liberals of Canada, (franska: Jeunes Libéraux du Canada) förkortat YLC är ett liberalt ungdomsförbund i Kanada. Förbundets moderparti är Liberal Party of Canada vars ledare, som bär titeln president, heter Samuel Lavoie. 
Förbundet, som startades upp 1936, finns representerat i alla Kanadas 10 provinser. Bland tidigare medlemmar kan nämnas Jean Chrétien, Stephen Harper och Michael Ignatieff. En av de frågor som förbundet har drivit är legalisering av cannabis i Kanada.